# Унятичи
Унятичи (укр. Унятичі) — село в Дрогобычской городской общине Дрогобычского района Львовской области Украины.
Население по переписи 2001 года составляло 1138 человек. Занимает площадь 10,47 км². Почтовый индекс — 82127. Телефонный код — 3244.